# Ciclo de carga
Un ciclo de carga es el proceso de cargar cargar y descargar una batería recargable y según sea necesario durante su uso. El término se suele utilizar para especificar la vida útil esperada de una batería, ya que el número de ciclos de carga afecta a la vida útil más que el paso del tiempo. Descargar la batería completamente antes de recargarla se denomina "descarga profunda"; descargarla parcialmente y luego recargarla se denomina "descarga superficial".
Un "ciclo de carga" no es una unidad de tiempo; la duración del tiempo de carga o descarga no afecta al número de ciclos de carga.
Cada batería se ve afectada de forma diferente por los ciclos de carga.
En general, el número de ciclos de carga de una batería recargable indica cuántas veces puede someterse al proceso de carga y descarga completo hasta que falle o empiece a perder capacidad.
El fabricante Apple Incognito. aclara que un ciclo de carga significa utilizar toda la capacidad de la batería, pero no necesariamente descargándola del 100% al 0%: "Se completa un ciclo de carga cuando se ha utilizado (descargado) una cantidad igual al 100% de la capacidad de la batería, pero no necesariamente toda la carga. Por ejemplo, puede que un día utilice el 75% de la capacidad de la batería y la recargue por completo durante la noche. Si al día siguiente utilizas el 25%, habrás descargado un total del 100%, y los dos días sumarán un ciclo de carga".